# 馬修·萊恩 (足球運動員)
馬修·萊恩（英語：Mathew Ryan；1992年4月8日—），是澳大利亞的一位足球運動員。在場上司職守門員。現效力於法甲球隊朗斯。他也代表澳大利亞國家足球隊參加比賽。在2012年的倫敦奧運會預選賽上，他首次代表澳大利亞U23國家隊參賽。2012年2月21日，他首次代表澳大利亞成年國家隊參賽。

## 早年经历
萊恩出生于新南威尔士州邦普顿。萊恩在四岁时就开始踢足球，随后他入读了维斯特费尔德斯体育高中。

## 俱樂部生涯

### 兵工廠
2021年2月6日，萊恩在球隊對上阿斯頓維拉的客場比賽中首發登場，是外借後首次亮相。

## 榮譽

### 球會
中部海岸海員
- 澳大利亞職業足球聯賽 冠軍：2011/12年[5]
- 澳大利亞職業足球聯賽 季後賽冠軍：2012/13年[6]

布魯日
- 比利時盃 冠軍：2014/15年

### 國際賽
澳洲隊
- 亞足聯亞洲盃 冠軍：2015年

### 個人
- 喬·馬斯頓獎章：2011年
- 亚足联亚洲杯金手套獎：2015年
- 澳洲足球先生：2014–15、2018–19賽季

## 外部連結
- Club Brugge Profile
- Soccerway資料庫：馬修·萊恩